# Duddingston Loch
Duddingston Loch är en sjö i Storbritannien.   Den ligger i riksdelen Skottland, i den centrala delen av landet, 500 km norr om huvudstaden London. Duddingston Loch ligger 40 meter över havet.  Trakten runt Duddingston Loch består i huvudsak av gräsmarker.